# ジョン・ノース (第13代ノース男爵)
第13代ノース男爵ジョン・ダドリー・ノース（英語: John Dudley North, 13th Baron North、1917年6月7日 - 1941年12月19日）は、イギリスの貴族。
彼の死によってノース男爵（1554年創設のイングランド貴族爵位）は停止した。

## 生涯
ダドリー・ウィリアム・ジョン・ノース卿（Dudley William John North、1891年 - 1936年、第12代ノース男爵の息子）とドロシー・ドン（Dorothy Donne、ジョン・ロバート・ドンの娘）との長男として生まれた。1938年に祖父の死去に伴って、ノース男爵を継承した。襲爵から2年後の1940年にマーガレット・グレニー（Margaret Glennie、W.H.グレニーの娘）と結婚したが、夫妻に子供はなかった。
第二次世界大戦勃発以降はイギリス海軍軍人として従軍、軽巡洋艦ネプチューン（HMS Neptune）乗組となるが、1941年に同艦がトリポリ沖の機雷原に触雷、沈没すると艦と運命をともにした。
彼の死去により、ノース男爵位は彼の2人の妹ドロシー（Dorothy Anne North、1915年5月4日 - 2011年3月21日）とスーザン（Susan Silence North、1920年1月19日 - 1999年）との間で継承の優劣がつかず、停止となった。

### 註釈
1. ↑  軽巡洋艦ネプチューンは第一次シルテ湾海戦から帰投後、イタリア船団攻撃のため再びトリポリに赴いたが、沖合で機雷原に進入、1人の救助者を除き乗組員は全員戦死した[2]。